# برتیسلاو یکم
برتیسلاو یکم (چکی: Břetislav I.؛ ۱۰۰۲/۱۰۰۵–۱۰ ژانویهٔ ۱۰۵۵) که با عنوان آشیل بوهم نیز شناخته می‌شد، یکی از اعضای دودمان پرمیسل بود که از سال ۱۰۳۵ تا زمان مرگش دوک بوهم بود.

## جوانی
برتیسلاو پسر دوک الدریک و معشوقهٔ بدگوهرش بوژنا بود. او به عنوان پسری نامشروع نمی‌توانست با ابزارهای معمول، همسر مناسبی به دست آورد و در سال ۱۰۱۹ تصمیم گرفت همسر آینده‌اش یودیتای شواینفورت (دختر نجیب‌زادهٔ بایرنی هاینریش شواینفورت، مارگراف نوردگو) را در شواینفورت بدزدد.
برتیسلاو در دوران حکومت پدرش، در سال ۱۰۱۹ یا ۱۰۲۹، موراویا را از لهستان بازپس‌گرفت و در حدود سال ۱۰۳۱ برای جلوگیری از توسعهٔ مجارستان در زمان شاه ایشتوان یکم به این کشور حمله کرد. احتمالاً تقسیم بوهم میان الدریک و برادرش یارومیر در سال ۱۰۳۴ دلیل ترک بوهم توسط برتیسلاو بود. او پس از کناره‌گیری یارومیر برای نشستن بر تخت حکومت به بوهم بازگشت.

## حمله به لهستان
در سال ۱۰۳۵ برتیسلاو به کنراد دوم امپراتور مقدس روم در جنگ علیه ووژیتسا کمک کرد. در سال ۱۰۳۹ به لهستان کوچک‌تر و لهستان بزرگ حمله کرد، پوزنان را تصرف کرد، گینیزنا را غارت کرد و یادگارهای قدیس وویتک، قدیس رادیم و پنج برادر را با خود بازگرداند. در زمان بازگشت خود، بخشی از سیلزی از جمله وروتسواف را نیز دوباره تصرف کرد. هدف اصلی او ایجاد یک اسقف‌نشین اعظم در پراگ و ایجاد دولتی که تنها وابسته به امپراتوری مقدس روم باشد، بود. حملهٔ او تأثیر ناخواسته‌ای بر تاریخ لهستان داشت؛ زیرا غارت و تخریب گینیزنا حاکمان بعدی لهستان را وادار کرد که پایتخت خود را به کراکوف منتقل کنند.
در سال ۱۰۴۰ هاینریش سوم شاه آلمان به بوهم حمله کرد؛ ولی پس از شکست در نبرد برودکو (گردنه‌ای در جنگل شوماوا) وادار به عقب‌نشینی شد. در سال بعد، هاینریش دوباره حمله کرد، مدافعان مرزی را دور زد و برتیسلاو را در پراگ محاصره کرد. سرکشی نجیب‌زادگان و خیانت اسقف پراگ، برتیسلاو را وادار کرد همهٔ فتوحات خود را برای نجات موراویا رها کند و هاینریش سوم را به عنوان فرمانروای خود بپذیرد. در سال ۱۰۴۲ امپراتور هاینریش سوم سیلزی را به عنوان گرو به برتیسلاو اهدا کرد.
در سال ۱۰۴۷ امپراتور هاینریش سوم پیمان صلحی میان برتیسلاو و لهستانی‌ها منعقد کرد. این پیمان به نفع برتیسلاو عمل کرد، زیرا حاکم لهستان سوگند خورد که در ازای پرداخت اعانهٔ سالانه به گینیزنا هرگز دوباره به بوهم حمله نکند.

## سیاست داخلی

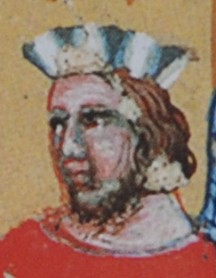
تصویرسازی در سالنامه دالیمیل مربوط به اوایل سدهٔ چهاردهم میلادی

برتیسلاو فرمان‌هایی برای قوانین مسیحی‌سازی ایجاد کرد که شامل تحریم چندهمسری و تجارت در عیدها بود.
در سال ۱۰۳۰ برتیسلاو با یودیتا ازدواج کرد. در سال ۱۰۵۴ قوانینی برای جانشینی دوک‌ها وضع کرد و قانون مشهور ارشدیت که ارشدیت پدری را معرفی می‌کرد، برای ترتیب جانشینی در نظر گرفت. حکومت تیول‌ها (بخش‌های موراویا) با صلاحدید دوک به اعضای کوچک‌تر دودمان داده می‌شد. نتیجهٔ این سیاست جانشینی این بود که سرزمین‌های چک نسبتاً غیرقابل تقسیم بودند. ولی از سوی دیگر باعث درگیری‌های تلخ بر سر جانشینی و اولویت کسب قلمرو میان اعضای دودمان می‌شد. با ارتقای بوهم به نظام پادشاهی در زمان حکومت پرمیسل اوتاکار یکم، این قضیه خاتمه یافت و حق اولویت نخستین فرزند به عنوان اصل حاکم برای تعیین جانشین برقرار شد.
قرار بر این شد که اسپیتینو بزرگ‌ترین پسر برتیسلاو جانشین او برای حکومت بر بوهم و سلطه بر سرزمین‌های آن باشد. موراویا نیز به دوک‌نشین بوهم منضم بود؛ ولی میان سه پسر کوچک‌تر او تقسیم شد. اولوموتس به وراتیسلاو، زنویمو به کنراد و برنو به اوتو رسید. کوچک‌ترین پسر او که یارومیر نام داشت وارد کلسیا شد و به مقام اسقف پراگ رسید.
برتیسلاو در سال ۱۰۵۵ هنگام آماده‌سازی برای حمله‌ای دیگر به مجارستان در خرودیم درگذشت و پسرش اسپیتینو دوم جانشین او شد. دو پسر دیگرش اوتو و وراتیسلاو توسط اسپیتینو از دولت بیرون رانده شدند؛ ولی پس از مرگ اسپیتینو هر دو به حکومت موراویا و بوهم دست یافتند.

## خانواده

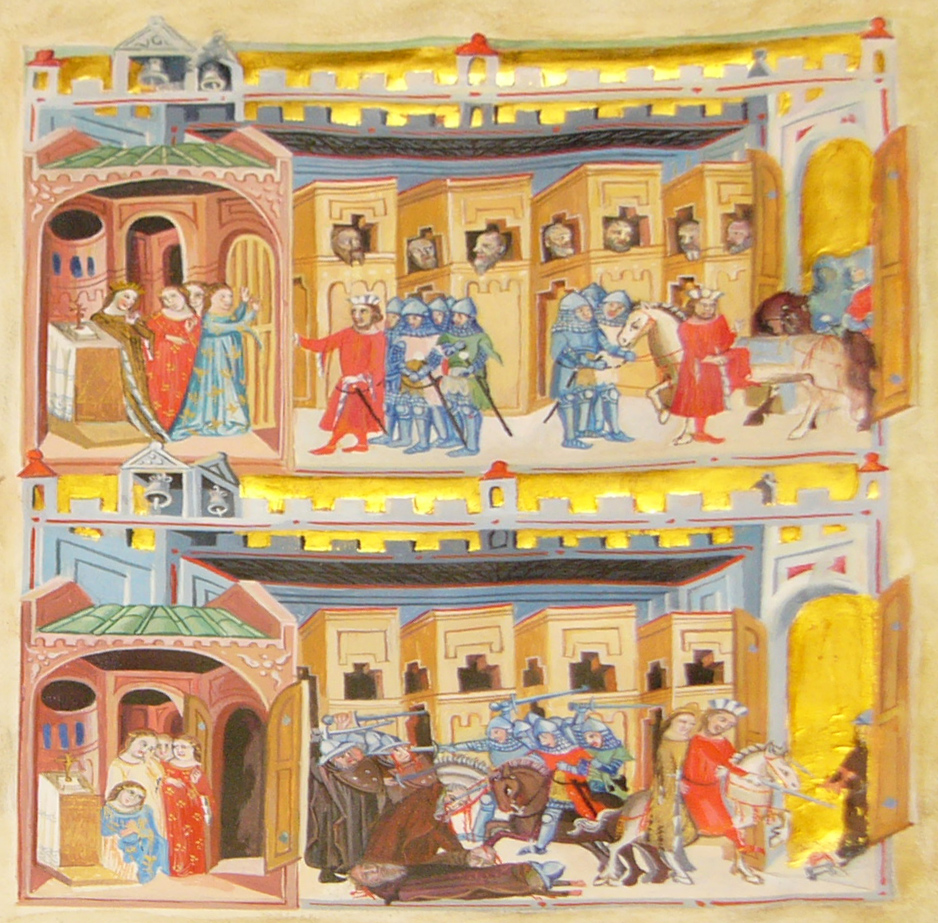
برتیسلاو در حال دزدیدن همسر آیندهٔ خود یودیتای شواینفورت از کلیسای جامع، برگرفته از سالنامهٔ دالیمیل

برتیسلاو با یودیتا دختر مارگراف هاینریش شواینفورت ازدواج کرد. خاندان پرمیسل می‌خواست رابطهٔ خوب خود با دودمان بابنبرگ را در سال ۱۰۲۰ به وسیلهٔ ازدواج با یودیتا تأیید کند. یودیتا عروسی مناسب بود؛ ولی الدریک تنها یک پسر به نام برتیسلاو داشت که به صورت نامشروع زاده شده‌بود. این مسئله، چشم‌انداز ازدواج با دختری اصیل را پیچیده می‌کرد. برتیسلاو با دزدیدن یودیتا از کلیسای جامعی در شواینفورت، مشکل را حل کرد. هرچند که هیچ‌گاه برای جرم خود تنبیه نشد. نخستین پسر آن‌ها اسپیتینو حدود ده سال بعد به دنیا آمد. این فاصلهٔ طولانی فرضیهٔ دزدیده شدن یودیتا در سال ۱۰۲۹ را تقویت می‌کند؛ هرچند ممکن است پیش از اسپیتینو، یودیتا دخترانی زاده باشد. به هر حال چهار پسر حاصل این ازدواج به سن بزرگسالی رسیدند:
- اسپیتینو دوم
- وراتیسلاو دوم
- کنراد یکم
- اوتوی یکم اولوموتس